# فلوسيو
فلوسيو، (بالإنجليزية: Flussio)‏، (سردينيا: Frussìo) هي بلدية، في مقاطعة أوريستانو، في إقليم سردينيا الإيطالي، وتقع على بعد حوالي 130 كم (81 ميل) شمال غرب كالياري وحوالي 40 كم (25 ميل) شمال أوريستانو. اعتبارا من 31 ديسمبر 2004 ، كان عدد سكانها 492 وتبلغ مساحتها 6.9 كيلومتر مربع (2.7 ميل مربع).

## السكان
في سنة 1861 بلغ عدد السكان 545 نسمة، وتطور العدد ليصل في سنة 2011 لـ 454 نسمة.
يظهر هذا المخطط البياني تطور النمو السكاني لـ فلوسيو